# ミレンコ・コバチェビッチ
ミレンコ・コバチェビッチ（セルビア語キリル・アルファベット: Миленко Ковачевић、1963年11月6日 - 2022年4月23日）はユーゴスラビア社会主義連邦共和国出身のプロサッカー選手。ポジションはミッドフィールダー。ユーゴズラビアの他、ギリシャやキプロスでもプレイしていた。

## クラブでの経歴
コバチェビッチはユーゴスラビア・プルヴァ・リーガで、FKラド・ベオグラードでの経歴がスタートした。
1992年7月にギリシャに移りリギリシャ・スーパーリーグで、アポロン・スミルニFCでプレイし、ギリシャの最上位のリーグで3シーズン中に93試合出場した。
その後キプロスへ行き、AEKラルナカとネア・サラミス・ファマグスタFCでプレイ後、キャリアを終えた。